# Телятевский, Иван Михайлович Меньшой Ватута
Князь Иван Михайлович Телятевский по прозванию Меньшой и Ватута (ум. 1512) — воевода и боярин на службе у московских князей Ивана III и Василия III.
Младший из двоих сыновей-тёзок князя и боярина Михаила Фёдоровича. Рюрикович в XIX колене, потомок удельных князей Телятевских из рода князей Тверских. Его отец перешёл на московскую службу, утратив удельные права. Прозвище Меньшой имел для отличия от тёзки — старшего брата Ивана Большого, который не имел потомства и известен только по генеалогиям. Имел также прозвище Ватута, по которому его потомки назывались Ватутины-Телятевские.

## Биография

### На службе у Ивана III
В 1492 году первый воевода, возглавлял полк левой руки, но неизвестно где.
В 1495 году получил боярство. И в этом же году вместе с отцом участвовал в походе Ивана III на Новгород.

### На службе у Василия III
В 1506, 1507 и 1508 годах воевода, водил Большой полк от Дорогобужа в Литву.
В сентябре 1509 года послан из Москвы на Вязьму и далее к Дорогобужу в составе армии под командованием В. Д. Холмского, как первый воевода полка левой руки.
Умер в 1512 году.

## Семья
От брака с неизвестной имел детей:
- Князь Телятевский Пётр Иванович (ум. 1564) — воевода, окольничий и боярин.
- Князь Телятевский Дмитрий Иванович — воевода.
- Князь Телятевский Василий Иванович — воевода, наместник и опричник.

## Критика
П. Н. Петров в «Истории родов русского дворянства», вероятно, спутал службы двух братьев Большого и Меньшого, приписываю князю Ивану Большому, службы, боярский чин и год смерти князя Ивана Меньшого. Этуже ошибку повторяет и А. Б. Лобанов-Ростовский в «Русской родословной книге».